# Violbusksläktet
Violbusksläktet (Iochroma) är ett växtsläkte i familjen potatisväxter med cirka 20 arter från Central- och Sydamerika. Några arter odlas som prydnadsväxter i Sverige. De måste alla övervintra frostfritt.
Släktet innehåller buskar eller små träd med stödda, enkla och helbräddade blad. Blommorna är rör- till trumpetformade. Frukten är ett bär.

### Webbkällor
- Svensk kulturväxtdatabas
- Iochroma - An annotated list of the species and cultivars
- Wikimedia Commons har media som rör Violbusksläktet.